# Cerkiew Przemienienia Pańskiego w Kohtla-Järve
Cerkiew Przemienienia Pańskiego – prawosławna cerkiew w Kohtla-Järve, należąca do parafii Estońskiego Kościoła Prawosławnego.
Cerkiew została zbudowana w 1938. W tym samym roku, 13 listopada, jej poświęcenia dokonał metropolita Tallinna i całej Estonii Aleksander (Paulus). Wyposażenie obiektu przeniesiono z zamkniętej prywatnej kaplicy przy majątku rodziny Jelisiejewów w miejscowości Oru, powstałej w końcu XIX wieku.